# Principi e principesse (album)
Principi e principesse è una raccolta della cantante Cristina D'Avena pubblicata il 6 aprile 2007.

## Tracce
Testi di Alessandra Valeri Manera.
1. Principe Valiant (musica: Carmelo Carucci)
2. Principessa dai capelli blu (musica: Massimiliano Pani)
3. Fantaghirò (musica: Gianfranco Fasano)
4. Lady Lovely (musica: Vincenzo Draghi)
5. Mack, ma che principe sei? (musica: Gianfranco Fasano)
6. Piccolo Lord (musica: Carmelo Carucci)
7. Luna, principessa argentata (musica: Gianfranco Fasano)
8. Ruy, il piccolo Cid (musica: Silvio Amato)
9. La regina dei mille anni (musica: Augusto Martelli)
10. Trucchi, magie e illusioni per una dolce principessa (musica: Vincenzo Draghi)
11. Netéb, la principessa del Nilo (musica: Max Longhi, Giorgio Vanni)
12. Gira il mondo principessa stellare (musica: Danilo Aielli, Maurizio Perfetto)
13. Pocahontas (musica: Vincenzo Draghi)
14. Un regno incantato per Zelda (musica: Carmelo Carucci)
15. Starla e le sette gemme del mistero (musica: Silvio Amato)